# Baltasar Gracián

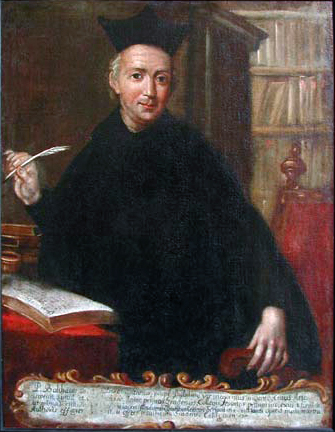
Baltasar Gracián door Valentín Cardereda

Baltasar Gracián y Morales (Belmonte (bij Calatayud), 1601 - Tarazona (in Aragón), 1658) was een Spaanse jezuïet die bekend is als schrijver van amorele, illusieloze, 'machiavellistische', vaak cynisch genoemde boeken, waaronder Handorakel en kunst van de voorzichtigheid. Zijn werk werd geprezen door Nietzsche, Voltaire, Stendhal en La Rochefoucauld. Schopenhauer heeft het Handorakel in het Duits vertaald. Gracián schreef ook onder de naam Lorenzo Gracián en onder het anagram Gracía de Marlones. Zijn eigenlijke achternaam was Galacian y Morales. De naam waaronder hij bekendstaat, Baltasar Gracián, nam hij aan bij zijn toetreding tot de orde der jezuïeten.

## Levensloop
Baltasar Gracián werd geboren in een welgesteld milieu. Hij studeerde letteren en filosofie aan de voormalige Koninklijke universiteit van Toledo in Toledo. In 1619 trad hij toe tot de orde van de Jezuïeten. Hij studeerde van 1623-1624 theologie. Hij heeft enige tijd godsdienstethiek en filosofie gedoceerd. In 1636 werd hij benoemd tot biechtvader en prediker bij het Colegio de Huesca.
Hij publiceerde in 1636 De held en in 1637 De politicus Koning Ferdinand de Katholiek. Hij deed dit onder het pseudoniem Lorenzo Gracián, de naam van zijn broer, om de ordecensuur te omzeilen. In 1640 wordt Gracián als biechtvader gekozen door de hertog van Nochera. Hij werd bekend als prediker. Er begonnen vertalingen van zijn werk te verschijnen. In 1646 verschijnt De wijze en in 1647 verscheen Handorakel en kunst van de voorzichtigheid. Dit boek werd gepresenteerd als een bloemlezing, maar bevatte in feite vooral nieuw werk. Vanaf 1651 verschijnt De criticon in afleveringen.
Met het groeien van zijn faam groeide ook de wereldlijke en klerikale tegenwerking. 1658 was voor Gracián een rampjaar. Hij werd vanwege De criticon uit zijn functies ontheven, hij kreeg een openbare berisping, werd op rantsoen gezet en werd overgeplaatst naar Graus. Hij werd uiteindelijk gerehabiliteerd, maar overleed kort daarna in 1658.

## Aard van zijn werk
Hij is een schrijver van illusieloze beschouwingen die in een tijdloze taal zijn opgeschreven. Zijn thema is de zelfhandhaving van het individu in een immorele of amorele en vergankelijke wereld. Zijn levensbesef werd versterkt door de neergang van Spanje als mondiale grootmacht. Hij wordt beschouwd als een vertegenwoordiger van het Conceptismo, een stijlvorm van de Spaanse barok die gekenmerkt wordt door concentratie en weglating, kortom een maximum aan betekenis bij een minimum aan vorm. Graciáns Arte de ingenio. Tratado de la Agudeza (Over de scherpzinnigheid. Essay over de dichterlijke creativiteit) wordt beschouwd als tegelijkertijd een poëtica, een retorica en een bloemlezing van deze stijl. Deze stijl bereikt een hoogtepunt in Graciáns Handorakel.

### De Criticon (allegorie)
De criticon of de kunst van het leven wordt vaak beschouwd als Graciáns meesterwerk. Het is een allegorische roman, door Gracián een "reis naar de domeinen van dwaasheid en deugd" genoemd, waarin een wereldwijze schipbreukeling, vergezeld door een onbedorven natuur, op zoek gaat naar "het eiland van onsterfelijkheid". Daar komen ze uiteindelijk ook aan na vele omzwervingen en desillusies. Het boek bestaat uit drie delen:
- In het voorjaar van de jeugd
- In de herfst van de mannelijkheid
- In de winter van de ouderdom

Deze allegorie gaf aanleiding tot de onaangename maatregelen die tegen hem genomen werden in zijn sterfjaar 1658. Het boek is in 2008 opnieuw in het Nederlands vertaald.

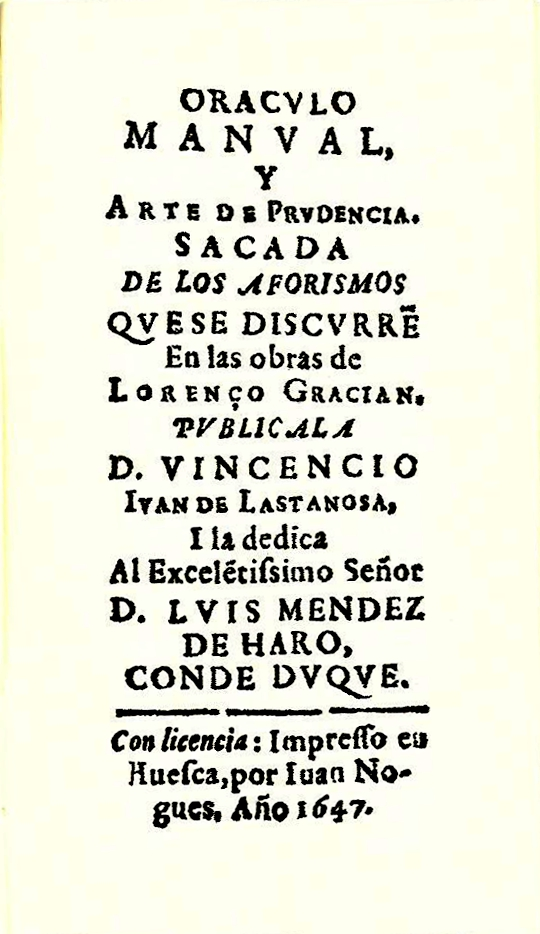
Titelpagina van de eerste druk (1647) van Handorakel en kunst van de voorzichtigheid

### Handorakel (aforismen)
Graciáns Handorakel bevat 300 aforismen. Hierna volgen twee voorbeelden uit dit boek:
Aforisme 66.
"De goede afloop in het oog houden. Sommige mensen schenken meer aandacht aan een strenge werkmethode dan een geslaagd resultaat. Toch zal de oneer van de mislukking altijd zwaarder wegen dan de waardering voor de toewijding. Wie wint hoeft geen verantwoording af te leggen. (...)"
Aforisme 126.
"Niet iemand die een dwaasheid begaat is dom, maar degene die hem niet weet te verbergen. Men moet zijn hartstochten verbergen en zijn ondeugden nog meer. Alle mensen begaan fouten, maar met het verschil dat de verstandigen ze bemantelen, en de dommen ze aankondigen. Een reputatie berust meer op geheimhouden dan presteren: wie geen kuisheid kan opbrengen, moet in ieder geval trachten voorzichtig te zijn. Misstappen van grote mannen vallen meer in het oog dan verduisteringen van grote hemellichamen. (...)"
Van de 300 aforismen zijn er slechts een paar waarvan gezegd kan worden dat ze gedateerd zijn.

## Werken
- El Héroe, 1636 (De held; een kritiek op Machiavelli; schetst een portret van de ideale christelijke leider)
- El Político Don Fernando el Católico, 1637 (De politicus Koning Ferdinand de Katholiek; beschrijft ideaalbeeld van de politicus)
- Arte de ingenio. Tratado de la Agudeza, 1642 (Over de scherpzinnigheid. Essay over de dichterlijke creativiteit)
- El Discreto, 1646 (De wijze; beschrijft de kwaliteiten van een verfijnd man van de wereld)
- Oráculo manual y arte de prudencia, 1647 (Handorakel en kunst van de voorzichtigheid; aforismen)
- El Criticón, 1651-1657 (3 dl.) (De criticus; een allegorische roman in drie delen)
- El Comulgatorio, 1655

### Nederlandse vertalingen
- Handorakel en kunst van de voorzichtigheid (Oráculo manual y arte de prudencia)[4]
- De levenskunstenaar (El Discreto)[5]
- De criticon of de kunst van het leven (El Criticón)[6]
- De kunst van de voorzichtigheid[7]

De eerste Nederlandse vertalingen van Graciáns werk verschenen aan het eind van de 17e eeuw en het begin van de 18e eeuw. Daarna verschenen pas weer vanaf het begin van de 20e eeuw een vijftal vertalingen van alleen het Handorakel, totdat in 2008 zowel De criticon of de kunst van het leven en De levenskunstenaar het licht zagen.